# Luisenkopf
Luisenkopf är en bergstopp i Österrike.   Den ligger i distriktet Lienz och förbundslandet Tyrolen, i den centrala delen av landet, 300 km väster om huvudstaden Wien. Toppen på Luisenkopf är 3 107 meter över havet.
Terrängen runt Luisenkopf är huvudsakligen bergig. Runt Luisenkopf är det ganska glesbefolkat, med 29 invånare per kvadratkilometer.. Närmaste större samhälle är Matrei in Osttirol, 13,5 km sydväst om Luisenkopf. 
Trakten runt Luisenkopf består i huvudsak av gräsmarker.